# فريديريكو سوزا
فريديريكو سوزا هو لاعب اتحاد الرغبي برتغالي، ولد في 18 أغسطس 1978 في لشبونة في البرتغال.